# 2014年男子アジアパシフィックファウストボール選手権大会
第1回男子アジアパシフィックファウストボール選手権大会は、パキスタンのラホールで2014年4月10～11日に行われたファウストボールの国際大会である。

## 参加国
アジア大陸のインド、パキスタン、ネパールの他、オーストラリアが参加した。
| 参加国         |
| -------------- |
| インド         |
| ネパール       |
| パキスタン     |
| オーストラリア |

## スケジュール
| 2014年4月10日（木曜日） |            |   |                |                                     |
| 1                       | インド     | – | オーストラリア | 3:1 (11:4, 8:11, 15:14, 14:12)      |
| 2                       | パキスタン | – | ネパール       | 3:0 (11:6, 15:13, 11:9)             |
| 3                       | インド     | – | ネパール       | 3:0 (11:4, 11:7, 11:7)              |
| 4                       | パキスタン | – | オーストラリア | 3:2 (8:11, 11:7, 11:6, 10:12, 11:6) |
| 2014年4月11日（金曜日） |            |   |                |                                     |
| 5                       | ネパール   | – | オーストラリア | 3:1 (8:11, 13:11, 11:9, 11:9)       |
| 6                       | パキスタン | – | インド         | 3:2 (11:7, 11:8, 9:11, 8:11, 11:7)  |

| 順位 | チーム         | 試合数 | セット | 勝ち点 |
| ---- | -------------- | ------ | ------ | ------ |
| 1    | パキスタン     | 3      | 9:4    | 6      |
| 2    | インド         | 3      | 8:4    | 4      |
| 3    | ネパール       | 3      | 3:7    | 2      |
| 4    | オーストラリア | 3      | 4:9    | 0      |

## 最終結果
| 順位 | 国             |
| ---- | -------------- |
| 1    | パキスタン     |
| 2    | インド         |
| 3    | ネパール       |
| 4    | オーストラリア |